# Jesús Lisarri
Jesús María Lisarri Tomás (ur. 7 września 1967, Pampeluna) – hiszpański baseballista, który występował na pozycji łapacza, olimpijczyk, medalista Mistrzostw Europy.
Lisarri jest dwukrotnym brązowym medalistą Mistrzostw Europy (1989, 1991).
W 1991 roku uczestniczył w Pucharze Interkontynentalnym, gdzie Hiszpania zajęła 8. miejsce.
W 1992 roku, Lisarri uczestniczył w Letnich Igrzyskach Olimpijskich 1992 w Barcelonie, gdzie jego reprezentacja zajęła ostatnie, ósme miejsce. Wystąpił w czterech meczach. Cztery razy podchodził do bazy domowej w celu odbicia piłki.
Po zakończeniu kariery zawodniczej, trenował zawodników z hiszpańskiego klubu CB Viladecans.